# Michał Żurek
Michał Żurek (Kędzierzyn-Koźle, 3 de junho de 1988) é um voleibolista profissional polonês, jogador posição líbero. 

## Títulos
Clubes
Liga dos Campeões da Europa:
- 2015

Campeonato Polonês:
- 2015
- 2022[2]